# Juan Antonio Bardem
Juan Antonio Bardem (ur. 2 czerwca 1922 w Madrycie, zm. 30 października 2002 tamże) – hiszpański reżyser i scenarzysta filmowy. Był członkiem Komunistycznej Partii Hiszpanii. W 2001 został uhonorowany przez Hiszpańską Akademię Sztuki Filmowej (AACCE) prestiżową Honorową Nagrodą Goya.

## Wczesne lata
Juan Antonio Bardem pochodził z rodziny aktorskiej. Aktorami byli jego ojciec Rafael Bardem i matka Matilde Muñoz Sampedro oraz siostra Pilar Bardem. Ożenił się z Marią Aguado Barbado, z którą mieli czworo dzieci: Miguela, Juana, Rafaela i Maríę. Był wujem aktorów Javiera Bardema, Carlosa Bardema i Móniki Bardem.
W latach 1943–1948 studiował agrotechnikę. Dopiero po ukończeniu studiów ekonomicznych rozpoczął naukę w Instituto de Investigaciones y Experiencias Cinematográficas (IIEC), uczelni utworzonej w 1947 jako centrum szkoleniowe dla przyszłych twórców hiszpańskiego kina. Tam poznał Luisa Garcíę Berlangę, z którym współreżyserował film Ta szczęśliwa para (1953). Obaj otrzymali za niego nagrodę Círculo de Escritores Cinematográficos.
W 1953 Bardem był jednym ze scenarzystów współpracujących przy produkcji kolejnego filmu Berlangi Witaj nam, panie Marshall. Obraz pokazano podczas 6. MFF w Cannes, gdzie zdobył nagrodę za najlepszy film komediowy oraz specjalne wyróżnienie za scenariusz.

## Kariera
W 1954 Bardem nakręcił swój pierwszy samodzielny film fabularny Aktorzy. W 1955 wyreżyserował film Śmierć rowerzysty na podstawie powieści Luisa Fernando de Igoa, z którym napisał scenariusz do filmu. Film zaprezentowano na 8. MFF w Cannes, gdzie otrzymał Nagrodę FIPRESCI. Na tym samym festiwalu Bardem zasiadał w jury konkursu głównego. 
Jako członek Komunistycznej Partii Hiszpanii w latach 60. i 70. miał problemy z cenzurą, jednak do śmierci pozostał wierny swoim politycznym poglądom. Do większości swoich filmów sam napisał scenariusze, zagrał też w kilku filmach, głównie w rolach epizodycznych.
Jego ostatni film Wynik końcowy (1998) spotkał się z dużą falą krytyki. Nawiązywał w nim do prawdziwych wydarzeń z końca lat 70. – do zabicia pięciu osób we Fradze i masakry w madryckiej dzielnicy Atocha z 1977. Bardem przedstawił jak w pierwszych demokratycznych wyborach partia komunistyczna była czołowym przeciwnikiem rządu Francisco Franco.
W 2001 otrzymał Honorową Nagrodę Goya, przyznaną przez Hiszpańską Akademię Sztuki Filmowej (AACCE). Prestiżową nagrodę odebrał w 2002 podczas 16. edycji wręczania nagród.

## Nagrody
- Círculo de Escritores Cinematográficos 1952
- 6. MFF w Cannes 1953
- Círculo de Escritores Cinematográficos 1954
- 8. MFF w Cannes 1955
- National Supérieur des Arts du Spectacle 1955
- National Supérieur des Arts du Spectacle 1956
- MFF w Wenecji 1956
- Premis Sant Jordi de Cinematografia 1957
- National Supérieur des Arts du Spectacle 1958
- Premis Sant Jordi de Cinematografia 1960
- 13. MFF w Berlinie 1963
- MFF w Moskwie 1977
- Premis Sant Jordi de Cinematografia 1977
- Międzynarodowy Festiwal Filmowy w Moskwie 1979
- Premios Goya 1998
- Goya de Honor 2001

## Filmografia

### Reżyser
- 1948: Paseo por una guerra antigua
- 1953: Ta szczęśliwa para, tyt. oryg. Esa pareja feliz
- 1954: Aktorzy, tyt. oryg. Cómicos
- 1954: Wesołego Alleluja, tyt. oryg. Felices Pascuas
- 1955: Śmierć rowerzysty, tyt. oryg. Muerte de un ciclista
- 1956: Główna ulica, tyt. oryg. Calle Mayor
- 1958: Zemsta, tyt. oryg. La venganza
- 1959: Sonaty, tyt. oryg. Sonatas
- 1959: O piątej po południu, tyt. oryg. A las cinco de la tarde
- 1963: Niewinni, tyt. oryg. Los inocentes
- 1965: W zamkniętym kręgu, tyt. oryg. Nunca pasa nada
- 1965: Pianole, tyt. oryg. Los pianos mecánicos
- 1970: Ostatni dzień wojny, tyt. oryg. El último día de la guerra
- 1971: Varietés
- 1973: Tajemnicza wyspa, tyt. oryg. La isla misteriosa
- 1973: Korupcja Chrisa Millera, tyt. oryg. La corrupción de Chris Miller
- 1975: Ofiara namiętności, tyt. oryg. El poder del deseo
- 1977: Długi weekend, tyt. oryg. El puente
- 1979: Siedem dni stycznia, tyt. oryg. 7 días de enero
- 1982: Ostrzeżenie, tyt. oryg. Die Mahnung
- 1993: Młody Picasso, tyt. oryg. El joven Picasso TV miniserial
- 1998: Wynik końcowy, tyt. oryg. Resultado final